# Lee van Cleef
Lee van Cleef (szül. Clarence LeRoy van Cleef) (Somerville, New Jersey, 1925. január 9. – Oxnard, Kalifornia, 1989. december 16.) holland származású amerikai filmszínész, akit Olaszországban készült spagettiwesternek tettek híressé.

## Élete
New Jersey mellett született. Édesapja id. Clarence LeRoy van Cleef holland származású volt, édesanyja szintén holland Marion Levinia van Fleet és a családban is rendszerint hollandul beszéltek, míg angolul csak később tanult meg. Fiatal korában az amerikai haditengerészet kötelékében harcolt a második világháborúban. Leszerelését követően könyvelő lett, csak ezután lépett színészi pályára.

### Színészi karrier
Először színpadi színészként dolgozott. 1948-ban szerepelt először a Roberts úr c. Broadway filmben. 1952-ben már szerepelt westernfilmben, amikor épp tartott a műfaj aranykora Amerikában. A legendás Délidő egyik mellékszereplőjeként egy bűnözőt játszott. Az 1950-es években csak mellékszereplője volt különböző nagy sikerű krimiknek, film noiroknak, sci-fiknek, vagy westerneknek. Meg kell még említeni Aki megölte Liberty Valance-t vadnyugati filmet, ami azonban már a műfaj végét jelentette és rásütötte a túlidealizáltság és hamisság bélyegét.
Van Cleef három éven keresztül festőként dolgozott, amikor Sergio Leone szerződtette dollár-trilógiája második részéhez, a Pár dollárral többért-hez. Leone ezúttal is egy kevéssé ismert újvilági színészt akart kiemelni. Ebben a filmben van Cleef egy bosszúvágyó veteránt játszik Clint Eastwooddal, aki az előző Leone-klasszikussal, az Egy maréknyi dollárért-tal lett közismert. Ennek a filmnek is hatalmas volt a nemzetközi sikere, de van Cleef pályája gyökeresen más irányvonalat vett, mint Eastwoodé. Míg Eastwood fiatal színészként hazájában lett népszerű, van Cleef azonban még évekig játszott olasz filmekben, így tucatnyi makaróniwesternben, amelyek között akad néhány halhatatlan klasszikus, ám ez a siker van Cleef számára inkább teher volt, mert a műfaj beskatulyázta, amiből soha többé nem tudott kitörni. Eastwood és a másik színész-legenda, Eli Wallach társaságában ezúttal gonosz főszereplőt játszott a dollár-trilógia csúcsát jelentő A Jó, a Rossz és a Csúf-ban. Leone szerette volna hármójukat a Volt egyszer egy Vadnyugat kezdő jelenetébe is beállítani, de már nem vállalták.
Van Cleefnek még jutott egy western-trilógia az óvilági vadnyugati film műfajában, a Sabata. Halála előtt nem sokkal John Carpenter akciófilmjében játszott Kurt Russellal a Menekülés New Yorkból egyik főhőseként. Kiemelkedésnek azonban ez már túlságosan kései volt.
Van Cleef halálát szívinfarktus okozta. Los Angelesben, a Forest Lawn temetőben helyezték örök nyugalomra. Ugyanebben az évben halt meg egyik lánya, Barbara is.

## Magyar vonatkozású érdekesség
Cseh Tamás magyar énekes Lee van Cleef c. slágerében énekelte meg a színészt, amelyet áthat a spagettiwestern hangulata (a szövegíró Bereményi Géza).

## Filmjei
- 1989 – Ágyúgolyó futam 3. – Tövig nyomd a pedált! (Speed Zone!)
- 1986 – A halál arca (Armed Response)
- 1986 – A parancsnok (Geheimcode Wildganse)
- 1981 – Menekülés New Yorkból (Escape From New York)
- 1980 – Karatés védőangyal (The Octagon)
- 1976 – Isten fegyvere (Diamante Lobo)
- 1975 – Az idegen és a harcos (Take a Hard Ride)
- 1972 – A nagy leszámolás (Il grande duello)
- 1972 – Újra nyeregben a hét mesterlövész (The Magnificent Seven Ride!)
- 1971 – Rossz emberek folyója
- 1971 – Apacs kapitány (Captain Apache)
- 1971 – Sabata visszatér (É tornato Sabata… hai chiuso un'altra volta)
- 1970 – Barquero
- 1969 – Hé barátom, itt van Sabata (Ehi amico… c'é Sabata, hai chiuso!)
- 1967 – A harag napjai (I giorni dell'ira)
- 1967 – Férfi a férfihoz (Da uomo a uomo)
- 1966 – A Jó, a Rossz és a Csúf (Il Buono, il Brutto, il Cattivo)
- 1966 – Számadás (La resa dei conti)
- 1965 – Pár dollárral többért (Per Qualche dolloro in piu)
- 1962 – A vadnyugat hőskora
- 1962 – Aki megölte Liberty Valance-t (The Man Who Shot Liberty Valance)
- 1959 – Lovagolj magányosan!
- 1958 – Hajtóvadászat (The Bravados)
- 1958 – Oroszlánkölykök (The Young Lions)
- 1957 – Bádogcsillag (The Tin Star)
- 1957 – Újra szól a hatlövetű (Gunfight at the O.K. Corral)
- 1956 – Váltságdíj (Tribute to a Bad Man)
- 1954 – Gypsy Colt
- 1953 – Aréna (Arena)
- 1953 – Pánik New Yorkban (The Beast From 20 000 Fathoms)
- 1952 – Egymillió dolláros zsákmány (Kansas City Confidential)
- 1952 – Délidő (High Noon)

## Fordítás
- Ez a szócikk részben vagy egészben  a   Lee van Cleef című angol Wikipédia-szócikk fordításán alapul.  Az eredeti cikk szerkesztőit annak laptörténete sorolja fel. Ez a jelzés csupán a megfogalmazás eredetét és a szerzői jogokat jelzi, nem szolgál a cikkben szereplő információk forrásmegjelöléseként.